# Episodi di Blood & Treasure (prima stagione)
La prima stagione della serie televisiva Blood & Treasure, composta da 13 episodi, è stata trasmessa in prima visione negli Stati Uniti sull'emittente televisiva CBS dal 21 maggio al 7 agosto 2019.
In Italia la prima stagione è stata trasmessa in prima visione assoluta su Rai 2 dal 10 luglio al 14 agosto 2019.
| n° | Titolo originale                    | Titolo italiano                                     | Prima TV USA   | Prima TV Italia |
| -- | ----------------------------------- | --------------------------------------------------- | -------------- | --------------- |
| 1  | The Curse of Cleopatra: Part I e II | La maledizione di Cleopatra (prima e seconda parte) | 21 maggio 2019 | 10 luglio 2019  |
| 2  | The Curse of Cleopatra: Part I e II | La maledizione di Cleopatra (prima e seconda parte) | 21 maggio 2019 | 10 luglio 2019  |
| 3  | Code of the Hawaladar               | Il codice di Hawaladar                              | 28 maggio 2019 | 10 luglio 2019  |
| 4  | The Secret of Macho Grande          | Il segreto di Macho Grande                          | 4 giugno 2019  | 17 luglio 2019  |
| 5  | The Brotherhood of Serapis          | La fratellanza di Serapide                          | 11 giugno 2019 | 17 luglio 2019  |
| 6  | The Ghost Train of Sierra Perdida   | Il treno fantasma di Sierra Perdida                 | 18 giugno 2019 | 24 luglio 2019  |
| 7  | Escape from Casablanca              | Fuga da Casablanca                                  | 25 giugno 2019 | 24 luglio 2019  |
| 8  | The Lunchbox of Destiny             | Il portapranzo del destino                          | 2 luglio 2019  | 31 luglio 2019  |
| 9  | The Shadow of Project Athena        | L'ombra del progetto Atena                          | 9 luglio 2019  | 31 luglio 2019  |
| 10 | The Wages of Vengeance              | Il prezzo della vendetta                            | 16 luglio 2019 | 7 agosto 2019   |
| 11 | Return of the Queen                 | Il ritorno della regina                             | 23 luglio 2019 | 7 agosto 2019   |
| 12 | Legacy of the Father                | Eredità del padre                                   | 31 luglio 2019 | 14 agosto 2019  |
| 13 | The Revenge of Farouk               | La vendetta di Farouk                               | 7 agosto 2019  | 14 agosto 2019  |

## La maledizione di Cleopatra: Parte I e II
- Titolo originale: The Curse of Cleopatra: Part I e II
- Diretto da: Michael Dinner parte I, Alrick Riley parte II
- Scritto da: Matthew Federman e Stephen Scaia

### Trama
Durante un'importante scoperta, riguardo alle tombe di Cleopatra e Marco Antonio, la dottoressa Castillo viene rapita da un gruppo di terroristi. Danny decide, quindi, di reclutare Lexi, anche se lei lo ha sempre incolpato per la morte del padre, per andare in suo aiuto. L'ex agente approfitta, inoltre, di un'asta a Roma per rapire Shaw, un intermediario dei terroristi che, in cambo di un contatto con i terroristi, gli chiede il pagamento di 2 milioni di dollari. Tuttavia, a causa di un errore di Lexi, Shaw riesce a fuggire oltre il confine.

1942. Alcuni soldati tedeschi rimangono misteriosamente intrappolati nella tomba di Cleopatra. Nel frattempo, ai giorni nostri, Shaw continua la sua fuga oltre il confine e trova un acquirente disposto ad acquistare i manufatti: Farouk. Durante l'arrivo di Danny e Lexi, tuttavia, verrà però ferito dall'egiziano: l'ex agente riuscirà, malgrado tutto, a liberare la Castillo. Grazie al Monsignor Donnelly, i due scoprono inoltre che Shaw ha raggiunto Istanbul, evitando, per un soffio, di essere avvelenato da uno dei sicari di Farouk.

## Il codice di Hawaladar
- Titolo originale: Code of the Hawaladar
- Diretto da: Alrick Riley
- Scritto da: Taylor Elmore

### Trama
Un ufficiale dei servizi segreti, che Danny conosce da tempo, è sospettato di essere un affiliato di Farouk e, per attirarlo a Parigi, Danny si spaccia per Shaw, ma il terrorista viene salvato da Gwen. Grazie ad un detenuto però Danny scopre che Farouk è fuggito a Roma, ma Asim muore, a causa di una granata, cercando di proteggere Lexi. Inoltre, Danny crede che i terroristi stiano cercando di riaccendere la guerra fra musulmani ed Occidente. Farouk, tuttavia, scopre tutto grazie a una sua talpa, la collega di Gwen.

## Il segreto di Macho Grande
- Titolo originale: The secret of Macho Grande
- Diretto da: Tawnia McKiernan
- Scritto da: Lara Olsen

### Trama
Nel ’44, i nazisti spostano Cleopatra in un rifugio segreto a causa dei bombardamenti. La Karlsson cerca la talpa di Farouk, mentre Danny intuisce che il terrorista si trova in Germania, per via di un castello. Omar trova informazioni sul castello tramite una sopravvissuta ebrea che poi ucciderà. Fabi trova una connessione fra Farouk e la squadra della Castillo. Danny e Lexi fingendosi sposati si nascondono nel castello fino all'ora di chiusura. Trovano altri indizi sulla Resistenza e, decifrato un codice segreto, con l'aiuto di Chuck, i due raggiungono un caveau sotterraneo pieno di lingotti d’oro. Il sarcofago però non c'è ma trovano il coperchio in oro. Tornando in superficie Lexi viene rapita mentre Danny cade da un'altezza considerevole rimanendo intrappolato nei sotterranei.
- Curiosità: Il castello tedesco di questa puntata è in realtà il Castello Savoia di Gressoney-Saint-Jean (AO)[4].

## La fratellanza di Serapide
- Titolo originale: The Brotherhood of Serapis
- Diretto da: Tawnia McKiernan
- Scritto da: Javier Grillo-Marxuach

### Trama
Danny in pericolo viene salvato dall'intervento di Reece. Fabi autore del rapimento di Lexi, cerca di convincerla ad unirsi alla fratellanza per uccidere Farouk. I nazisti spostarono Cleopatra in una zona della Francia sotto il controllo del Reich. La Fratellanza cerca di trasportare l'artefatto altrove, ma viene smascherata. Denny e Lexi convincono Reece a farla partecipare alla festa di restituzione di reperti egiziani in Svizzera, ma qualcosa va storto. Danny sorprende Lexi a fotografare i reperti preziosi. Farouk assalta il convoglio per il trasporto, sostituendo i preziosi con dei falsi. Reece chiede segretezza sul tragico evento per evitare uno scandalo internazionale. Danny vola in Egitto per incontrare Sharif Ghazal, funzionario locale incontrato durante il party nonché talpa di Farouk. Danny intrattiene Gazal per dare a Lexi il tempo di scassinare la cassaforte. All'interno trova fascicoli e una lettera collegata alla morte del padre. Fabi interviene con i suoi uomini e fa sparire tutto. La Castillo a causa delle morti decide di interrompere le ricerche e abbandona la squadra.

## Il treno fantasma della Sierra Perdida
- Titolo originale: The Ghost Train of Sierra Perdida
- Diretto da: Craig Siebels
- Scritto da: Gaia Violo

### Trama
Lexi dopo aver incontrato Fabi continua a indagare sulla lettera del padre. Stando alle ultime informazioni Farouk si dovrebbe trovare in Serbia. Il terrorista parteciperebbe ad un'asta segreta con in palio i manufatti di Cleopatra. L'asta è vinta da una faccendiera che mostrerà la sua collezione in un party esclusivo. Fabi chiede a Lexi di ottenere prove sul legame fra Jessica Wong e Farouk. Al party, Hardwick offre a Lexi informazioni su Farouk in cambio di denaro. Nonostante la copertura salti, la Wong rivela che Farouk si trova in Andalusia. Trovano i binari di un treno scomparso diversi anni fa a Cordova, ma il mafioso Carlo Velardi li cattura. Dopo essersi liberati, Danny e Lexi scoprono che il sarcofago di Cleopatra potrebbe trovarsi a Casablanca. Simon rivela a Lexi che il padre faceva parte della Fratellanza.

## Fuga da Casablanca
- Titolo originale: Escape from Casablanca
- Diretto da: Craig Siebels
- Scritto da: Siavash Farahani e Dana Farahani

### Trama
Nel 1945, i nazisti sono approdati a Casablanca per un carico prezioso, ma vengono scoperti. Fabi nega a Lexi che il padre fosse della Fratellanza. Anche Carlo arriva a Casablanca per uccidere Danny, accusato della morte del figlio. Simon inserisce una microspia nel medaglione prelevato dalla Wang. Danny scopre che il medico Aya, del campo profughi dove si sono rifugiati, indossa un medaglione ispirato al sarcofago di Cleopatra. Aya rivela che viene prodotta da Salim le Mar, criminale pericoloso che possiede una gioielleria, mentre la Karlsson si prepara per la cattura dei due sospettati. Danny e Lexi scoprono che Shaw lavora come gigolo per Le Mer e ottengono la sua collaborazione. Convincono Le Mer a dare le informazioni in suo possesso in cambio del denaro della ricompensa. A Casablanca c’è solo l'involucro esterno del sarcofago, ma convincono Gwen a organizzare una trappola per Farouk. Omar raggiunge Casablanca e Gwen grazie alla trappola lo cattura. Dopo aver litigato con Danny, Lexi rifiuta la proposta di affari di Shaw e invia Aya al suo posto affinché possa raggiungere la famiglia a Oslo. Fabi rivela alla Fratellanza di aver mentito a Lexi sul padre, ma Simon ascolta la discussione

## Il portapranzo del destino
- Titolo originale: The Lunchbox of Destiny
- Diretto da: Holly Dale
- Scritto da: Kevin Chesley e Bryan Shukoff

### Trama
Danny una volta arrestato e tornato a Roma convince l'agente federale Harper a collaborare. Lui troverà dieci quadri che mancano all'appello, rubati da suo padre Patrick mentre l'agente troverà un fascicolo sui nazisti. Danny incontra il padre malato in prigione. L'uomo però si rifiuta di fare la spia e gli suggerisce invece di fare una visita alla casa in cui è cresciuto. Danny scopre da una foto della madre il nome di Tim Keller, il responsabile del furto al museo del ’97 dei quadri, ovvero un ex poliziotto corrotto che vive a Cuba. Danny recupera i quadri tranne uno ottenendo così il suo fascicolo. Gwen scopre dal numero ricevuto da Danny che Fabi è la talpa. Farouk uccide Omar (uno dei suoi uomini) che arrestato si apprestava a collaborare con le forze dell'ordine. Nel frattempo Farouk ruba una tossina biologica.

## L'ombra del progetto Atena
- Titolo originale: The Shadow of project Athena
- Diretto da: Holly Dale
- Scritto da: Nazrin Choudhury

### Trama
Danny e Lexi avvertono Fabi prima che Gwen riesca ad arrestarlo. I due partono per la Polonia per cercare Moshe Cohen, un ex cacciatore di nazisti. I tre capiscono che Cleopatra potrebbe trovarsi in Quebec, ma Danny e Lexi vengono catturati da George Larose, un discendente dei nazisti che hanno provocato la distruzione della città nel ’45. Larose tenta di fuggire usando Lexi come scudo ma viene ucciso da Fabi che viene ferito gravemente a sua volta. Prima di morire riferisce a Lexi che la sua partner era la madre Jamilla, a sua volta membro della Fratellanza.

## Il prezzo della vendetta
- Titolo originale: The Wages of Vengeance
- Diretto da: Guy Norman Bee
- Scritto da: Kevin Chesley, Bryan Shukoff e Javier Grillo-Marxuach

### Trama
Lexi e Danny consegnano alla Fratellanza il medaglione di Fabi con la cimice al suo interno, sperando in una collaborazione. Così si scopre che Farouk ha una parente in vita, gravemente malata in Moldavia. Creano una trappola per catturarlo ma riesce a fuggire lasciando il regalo per la ragazza che si rivela essere un ultimo indizio. L'esperienza di Simon come contrabbandiere aiuta a capire che Farouk si è rifugiato in un porto di Cipro. Nella sparatoria Simon, che non aveva mai ucciso nessuno, fredda Farouk. Questo permette di recuperare il sarcofago di Antonio mentre Cleopatra è posseduta da Eduardo Sanchez, signore della droga. Il padre di Lexi si è sempre rifiutato di farla aderire alla Serapide. Danny scopre, da un simbolo sulla tomba della madre di Lexi, che è la discendente di Cleopatra e questo cambia il valore che la Fratellanza ha per Lexi.

## Il ritorno della regina
- Titolo originale: Return of the Queen
- Diretto da: Guy Norman Bee
- Scritto da: Dana Farahani e Siavash Farahani

### Trama
Nel video del 1993 Sanchez dà l'addio alla famiglia andando via con Cleopatra su un aereo. Gli uomini di Farouk continuano con il piano. Gwen interroga Simon Hardwick su un assegno intestato a Zara Farouk emerso dai fascicoli di Fabi e viene aggredita. Danny, Lexi e Shaw attraverso Carlo Velardi rintracciano a Venezia Soledad, figlia di Evandro, per ottenere un libro di poesie utile alle loro ricerche. Il titolo del libro è Deseado, che è una piccola isola nel Mar dei Sargassi, zona del Triangolo delle Bermuda nota per i numerosi incidenti aerei. Vega, contatto di Shaw, li aiuta portandoli sull'isola dove l'aereo si è schiantato. Trovano Cleopatra ma Vega li tradisce lasciandoli li. Dopo essersi liberati, i tre scoprono i cadaveri di Vega e i suoi uomini e ancora una volta Cleopatra viene persa. A Roma anche Antonio viene rubato dal museo dove era custodito. Qui scoprono un gemello che Reece regala ai suoi dipendenti. Risulta essere di Yates, ma forse Reece è stato dietro tutto questo tempo

## Eredità del padre
- Titolo originale: Legacy of the Father
- Diretto da: Steve Boyum
- Scritto da: David Jurmain

### Trama
Nell'appartamento di padre Chuck, Gwen informa tutti sulle scoperte su Zara Farouk: egiziana e morta per via di una micotossina. Danny chiama Simon chiedendo sulle intercettazioni, non ottiene nessun nuovo indizio. Dissidi tra Danny e Lexi sulla possibilità che Reece sia la mente di tutto, portano la squadra a dividersi in due con Lexi e Karlsson che indagano partendo da Ghazal, mentre Danny e Shaw indagano su Yates. La dottoressa Castillo e padre Chuck cercano di avere informazioni su Zara e sulla micotossina. Entrambe le squadre si ritrovano nella casa di Ghazal e suppongono sia fuggito. Ma Yates è li, tenta la fuga ma muore durante l'inseguimento in incidente d'auto. Gwen scopre dalla polizia che Ghazal è morto. Riescono a rubare il disco rigido e il cellulare di Yates. Dai vari flashback si scopre che Reece e Zara si erano conosciuti mentre tentavano di scoprire le tombe di Antonio e Cleopatra e iniziano una relazione che finisce quando lui rientra a New York per guidare l'azienda. Le indagini portano a una casa sicura dove Danny trova il quadro mancante della rapina del padre. Ora sa che Reece è il vero criminale. Simon crede che Antonio e Cleopatra sono tenuti nascosti in una camera blindata nella Banque Saint Laurent a Parigi, ma domani verranno trasportati. Così decidono di rapinare la banca. Reece ottiene quello che cerca da anni e confessa a Danny la rapina al museo Fansgate. Castillo scopre che Karim Farouk è il figlio di Zara e Reece. Quest'ultimo per nascondere il suo segreto decide di uccidere la dottoressa avvelenandola.

## La vendetta di Farouk
- Titolo originale: The Revenge of Farouk
- Diretto da: Steve Boyum
- Scritto da: Matthew Federman e Stephen Scaia

### Trama
I Carabinieri indagano sulla morte della dottoressa Castillo a casa di Reece. Si pensa che il vino fosse avvelenato ma Danny non è convinto. A casa di padre Chuck, Danny e Lexi vengono informati delle novità scoperte da lui e dalla dottoressa. Gwen informa tutti che Ghazal era la talpa di Reece e che fu quest'ultimo a uccidere il padre di Lexi per via delle stesse scoperte fatte da loro. La Fratellanza trova la micotossina e attacca gli uomini di Farouk, esplode la bomba nascosta sul camion e uccide tutti i membri della Fratellanza. Gwen è sul luogo del disastro e informa Lexi che attendono le analisi per verificare se la micotossina è distrutta. Tutti, compreso Simon, si recano al gala di Reece. La squadra ha un piano per registrare la confessione di Jay. Gwen chiama Danny informandolo che la micotossina non c'è. Nel frattempo uomini armati fanno irruzione e Danny capisce che Simon in realta è Karim Farouk. Danny, Lexi e Chuck vengono catturati ma Shaw li libera. Simon rilascia la tossina per uccidere Reece e tutti gli ospiti. Mentre Lexi si scontra con il sicario Roarke, Danny tenta di catturare Reece e Simon. Quest'ultimo fugge mentre Reece riceve da Lexi l'antidoto che Danny non voleva somministrargli. Danny torna nell'FBI come ausiliario e tutti insieme trovano e catturano Simon alle Seychelles. Al Cairo si festeggia per i ritrovamenti delle tombe e Danny e Lexi suggellano il loro amore con un bacio.